# Vinicius De Tomasi Ribeiro
Vinícius Ribeiro (Caxias do Sul, 17 de junho de 1977) é um político brasileiro.

## Biografia
Vinicius é natural de Caxias do Sul, formado em Arquitetura e Urbanismo pela Universidade de Caxias do Sul e pós-graduado em Gestão Empresarial pela FGV. Desde criança esteve envolvido em movimentos sociais, esportivos e de juventude. Sempre atuou fortemente na vida comunitária de Caxias do Sul como, por exemplo, na coordenação e modernização dos Desfiles Cênicos Musicais da Festa Nacional da Uva. Entrou no PDT em 1998, inspirado pela luta de Brizola em prol da educação e do trabalho.
Vinicius começou sua carreira política em 2000, quando elegeu-se vereador pela primeira vez em Caxias do Sul. Foi eleito o vereador mais jovem do município, com apenas 23 anos, e 2 264 votos. Concorrendo mais três vezes para a Câmara Municipal, aumentou sua votação e aprovação da comunidade. Foi também o Presidente da Câmara mais jovem, no terceiro ano de mandato, em 2003. Além do Legislativo, atuou também no Executivo como Secretário de Planejamento, e também Secretário de Trânsito, Transportes e Mobilidade Urbana. Em 2013 assumiu como deputado estadual titular na Assembleia Legislativa, onde permaneceu até o final de 2014. Em 2015 esteve na presidência da CORAG, retornando à Assembleia em novembro do mesmo ano.